# علم النفس في الإسلام

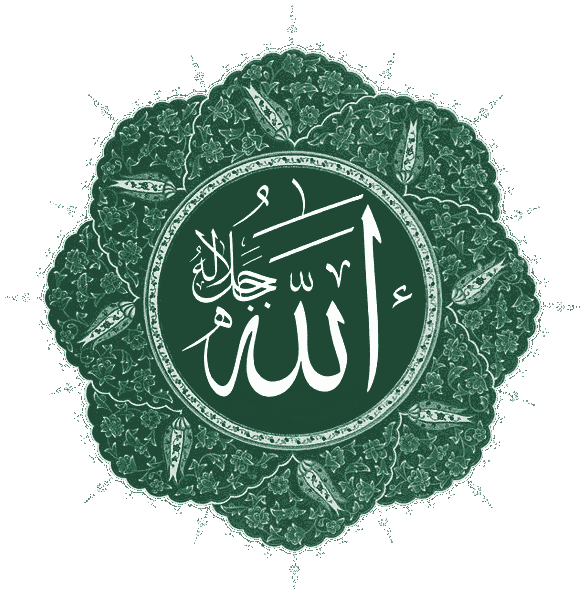
The word 'Allah'

## مقدمة
فالنفس: من نفس يدل على خروج النسيم كيف كان، من الريح أو غيرها، وإليه يرجع فروعه. منه التَّنفُّس: خروج النسيم من الجوف، فكل نفس تتنفس فهي كائن حي، (كل نفس ذائقة الموت)، والنفس نفسان: نفس حية بشرية لاروح فيها وهي الوجود الموضوعي (البشر) ونفس نفخت فيها الروح وهي النفس الإنسانية الوجود الذاتي (الأنا)، وهي النقلة العظيمة التي تحول فيها البشر إلى إنسان بعد أن تجاوز مراحل التطور الطبيعية لتلك العملية (الانشائية) في وجوده المادي ككائن حي من الطبيعة المادية التي خلقها الله تعالى. ومن هنا نفهم اهتمام القرآن الكبير بها حيث تناولها من جميع الجوانب المادية والمعرفية ورصد عملية نشؤها وتطورها وتغيرها من خلال القوانين الطبيعية والمعرفية المحددة لها.

## الصحة النفسية في الإسلام
يحقق منهج الإسلام أركان الصحة النفسية في بناء شخصية المسلم بتنمية هذه الصفات الأساسية:
1- قوة الصلة بالله:
وهي أمر أساسي في بناء المسلم في المراحل الأولى من عمره حتى تكون حياته خالية من القلق والاضطرابات النفسية.. وتتم تقوية الصلة بالله بتنفيذ ماجاء في وصية الرسول صلى الله عليه وسلم لعبد الله بن عباس:
“يا غُلامُ إني أُعَلِّمُكَ كَلِماتٍ: احْفَظِ اللَّهَ يَحْفَظْكَ، احْفَظِ اللَّهَ تَجِدْهُ تُجاهَكَ، إذَا سَألْتَ فاسألِ اللَّهَ، وَإِذَا اسْتَعَنْتَ فاسْتَعِنْ باللَّهِ، وَاعْلَمْ أنَّ الأُمَّةَ لَوِ اجْتَمَعَتْ على أنْ يَنْفَعُوكَ بِشَيْءٍ لَمْ يَنْفَعُوكَ إِلاَّ بِشَيْءٍ قَدْ كَتَبَهُ اللَّهُ لَكَ، وَإِنِ اجْتَمَعُوا على أنْ يَضُرُوكَ بِشَيْءٍ لَمْ يَضُرُوكَ إِلا بِشَيءٍ قد كَتَبَهُ اللَّهُ عَلَيْكَ، رُفِعَتِ الأقْلامُ وَجَفَّتِ الصُّحُفُ “ رواه الترمذي وقال: حديث حسن صحيح وفي رواية غير الترمذي زيادة “احْفَظِ اللَّهَ تَجدْهُ أمامَكَ، تَعَرَّفْ إلى اللّه في الرَّخاءِ يَعْرِفْكَ في الشِّدَّةِ، وَاعْلَمْ أنَّ ما أخْطأكَ لَمْ يَكُنْ لِيُصِيبَكَ، وَمَا أصَابَكَ لَمْ يَكُنْ لِيُخْطِئَكَ وَاعْلَمْ أنَّ النَّصْرَ مَعَ الصَّبْرِ، وأنَّ الفَرَجَ مَعَ الكَرْبِ، وأنَّ مَعَ العُسْرِ يُسراً”.
2- الثبات والتوازن الانفعالي:
الإيمان بالله يشيع في القلب الطمأنينة والثبات والاتزان ويقي المسلم من عوامل القلق والخوف والاضطرابقال تعالى:” يُثَبِّتُ اللّهُ الَّذِينَ آمَنُواْ بِالْقَوْلِ الثَّابِتِ فِي الْحَيَاةِ الدُّنْيَا وَفِي الآخِرَةِ “ “فَمَن تَبِعَ هُدَايَ فَلاَ خَوْفٌ عَلَيْهِمْ وَلاَ هُمْ يَحْزَنُونَ “ “هُوَ الَّذِي أَنزَلَ السَّكِينَةَ فِي قُلُوبِ الْمُؤْمِنِينَ لِيَزْدَادُوا إِيمَانًا مَّعَ إِيمَانِهِمْ”.
3- الصبر عند الشدائد:
يربي الإسلام في المؤمن روح الصبر عند البلاء عندما يتذكر قوله تعالى:
“وَالصَّابِرِينَ فِي الْبَأْسَاء والضَّرَّاء وَحِينَ الْبَأْسِ أُولَـئِكَ الَّذِينَ صَدَقُوا وَأُولَـئِكَ هُمُ الْمُتَّقُونَ”
وقول الرسول صلى الله عليه وسلم:
“عجبا لأمر المؤمن إن أمره كله خير وليس ذلك لأحد إلا للمؤمن إن أصابته سراء شكر فكان خيرا له وإن أصابته ضراء صبر فكان خيرا له”.
4- المرونة في مواجهة الواقع:
وهي من أهم مايحصن الإنسان من القلق أو الاضطراب حين يتدبر قوله تعالى:
“وَعَسَى أَن تَكْرَهُواْ شَيْئًا وَهُوَ خَيْرٌ لَّكُمْ وَعَسَى أَن تُحِبُّواْ شَيْئًا وَهُوَ شَرٌّ لَّكُمْ وَاللّهُ يَعْلَمُ وَأَنتُمْ لاَ تَعْلَمُونَ”.
5- التفاؤل وعدم اليأس:
فالمؤمن متفائل دائما لا يتطرق اليأس إلى نفسه فقد قال تعالى:“وَلاَ تَيْأَسُواْ مِن رَّوْحِ اللّهِ إِنَّهُ لاَ يَيْأَسُ مِن رَّوْحِ اللّهِ إِلاَّ الْقَوْمُ الْكَافِرُون”
ويطمئن الله المؤمنين بأنه دائماً معهم، إذا سألوه فإنه قريب منهم ويجيبهم إذا دعوه:
“وَإِذَا سَأَلَكَ عِبَادِي عَنِّي فَإِنِّي قَرِيبٌ أُجِيبُ دَعْوَةَ الدَّاعِ إِذَا دَعَانِ فَلْيَسْتَجِيبُواْ لِي وَلْيُؤْمِنُواْ بِي لَعَلَّهُمْ يَرْشُدُونَ”وهذه قمة الأمن النفسي للإنسان.
6- توافق المسلم مع نفسه:
حيث انفرد الإسلام بأن جعل سن التكليف هو سن البلوغ للمسلم وهذه السن تأتي في الغالب مبكرة عن سن الرشد الاجتماعي الذي تقرره النظم الوضعية وبذلك يبدأ المسلم حياته العملية وهو يحمل رصيداً مناسباً من الأسس النفسية السليمة التي تمكنه من التحكم والسيطرة على نزعاته وغرائزه وتمنحه درجة عالية من الرضا عن نفسه بفضل الإيمان والتربية الدينية الصحيحة التي توقظ ضميره وتقوي صلته بالله.
7- توافق المسلم مع الآخرين:
الحياة بين المسلمين حياة تعاون على البر والتقوى، والتسامح هو الطريق الذي يزيد المودة بينهم ويبعد البغضاء، وكظم الغيظ والعفو عن الناس دليل على تقوى الله وقوة التوازن النفسي:
“وَلا تَسْتَوِي الْحَسَنَةُ وَلا السَّيِّئَةُ ادْفَعْ بِالَّتِي هِيَ أَحْسَنُ فَإِذَا الَّذِي بَيْنَكَ وَبَيْنَهُ عَدَاوَةٌ كَأَنَّهُ وَلِيٌّ حَمِيمٌ * وَمَا يُلَقَّاهَا إِلا الَّذِينَ صَبَرُوا وَمَا يُلَقَّاهَا إِلاّ ذُو حَظٍّ عَظِيم” []